# Nils Johan Björkman
För andra betydelser, se Johan Björkman (olika betydelser).
Nils Johan Björkman, född 19 december 1839 i Uppsala, död 12 januari 1882 i Katarina församling, Stockholm, var en svensk nykterhetsman.
Björkman, som efter en stormig ungdom blev sättare och senare boktryckare, grundade i Göteborg 1873 Sveriges första mer kända absolutistiska nykterhetsförening, Strid och seger. Han tog initiativet till en petition till Oscar II om alkoholförbud som då den 1876 inlämnades hade cirka 35 000 namnunderskrifter. Åren 1876–1880 redigerade han tidningen Nykterhets-basunen.